# Marcel Albert
Marcel Albert (Paris, 25 de novembro de 1917 – 23 de agosto de 2010) foi um aviador e ás da aviação francês durante a Segunda Guerra Mundial, que serviu nas forças aéreas do governo de Vichy e da França Livre; também pilotou para a Força Aérea Soviética e para a Royal Air Force.